# التقلب وعدم اليقين والتعقيد والغموض
استُخدم اختصار VUCA الذي يُشير لعبارة التقلب وعدم اليقين والتعقيد والغموض أول مرة عام 1987. اعتمد هذا المصطلح الجديد نسبيًا على نظريات القيادة لارين بنيس وبيرت نانوس لوصف أو التعبير عن التقلب، وعدم اليقين، والتعقيد، والغموض، في الظروف والمواقف العامة.
تستعملُ الأكاديمية العسكرية الأمريكية اختصار (VUCA) لوصف العالم متعدد الجوانب الذي يُعد  أكثر تقلبًا، وعدم اليقين، والتعقيد، والغموض، الذي يُتوقع أنه ناتج عن نهاية الحرب الباردة. ظهر الاستخدام والنقاش المتكرر لمصطلح التقلب وعدم اليقين والتعقيد والغموض عام 2002 واشتُق من التعليم العسكري. بعد ذلك، أخذت جذوره بالتوسّع في الأفكار الناشئة للقيادات الاستراتيجية التي أخذت تطبق في المنظمات للربح، والتعليم.

## المعنى
يُظهر مصطلح التقلب وعدم اليقين والتعقيد والغموض الطبيعة غير المتوقعة للعالم المعرض للخطر، شبيهًا بالوضع الذي عاشهُ العالم في ظلّ جائحة كورونا. يعمل المعنى العميق لكل عنصر من هذا المصطلح إلى تحسين الأهمية الإستراتجية لنظرية التقلب وعدم اليقين والتعقيد والغموض والبصيرة وسلوك المجموعات والأفراد في المنظمات. ويقاوم الفشل المنهجي والسلوكي المشخّص بواسطة فشل المنظمات.
- V =التقلب: طبيعة وديناميكية التغير وطبيعة وسرعة قوى التغير ومحفزات التغير.
- U=عدم اليقين: قلة التنبؤ واحتمالات المفاجأة والشعور بالوعي وفهم القضايا والأحداث.
- C=التعقيد: تعدد القوى والخلط في القضايا وعدم وجود سلسلة سبب ونتيجة والارتباك الذي يحيط بالمنظمات.
- A=الغموض: ضبابية الواقع واحتمال الخطأ والخلط في معاني الظروف وحيرة السبب والنتيجة.

توجد هذه العناصر في سياق عرض المنظمات لوضعها الحالي والمستقبلي. تقدم حدود وسياسات لإدارة الخطط. تجتمع معًا بطرق تؤدي إلى ارتباك في اتخاذ القرارات أو زيادة القدرة على انظر والتخطيط والتقدم للأمام. التقلب وعدم اليقين والتعقيد والغموض أساس للقيادة والإدارة. غالبًا ما يرتبط معنى مفهوم لتقلب وعدم اليقين والتعقيد والغموض وأهميته بكيفية رؤية الناس للظروف التي تُتخذ القرارات على أساسها، والتخطيط للأمام وإدارة المخاطر وتعزيز التغيرات، وحل المشكلات. يميلُ مفهوم التقلب وعدم اليقين والتعقيد والغموض عمومًا إلى تشكيل قدرات المنظمات على:
1. توقع المشكلات التي قد تحدث
2. فهم عواقب المشكلات والإجراءات
3. تقدير التغيرات المرتبطة
4. الاستعداد للحقائق والتغيرات البديلة
5. تفسير وعنونة الفرص ذات الصلة

يُعد مفهوم التقلب وعدم اليقين والتعقيد والغموض رمزًا عمليًا للوعي والاستعداد لمعظم المنظمات المعاصرة، والأعمال والجيش والتعليم والحكومات وغيرها. بجانب كونه اختصارًا بسيطًا، يُعد المفهوم مجموعة من المعارف التي تتعامل مع نماذج التعليم للتحضير والترقب والتطور والتدخل.

## المواضيع
لا يُعد الفشل بحد ذاته كارثة، لكن الإخفاق في التعلم من الفشل بالتأكيد يُعد كارثة. تدريب القادة على القدرات الأساسية ليس كافيًا دون تحديد العوامل الرئيسية التي قد تعيق استخدامهم للمرونة والقدرة على التكيف، التي تكون فعالة لتميز بين القادة المحتملين والمديرين العاديين. توقع التغير نتيجةً لمفهوم التقلب وعدم اليقين والتعقيد والغموض وتُعد إحدى نتائج القيادة المرنة. يمكن قياس مدى قدرة الأفراد والمنظمات على التعامل مع (VUCA) بواسطة عدد من المواضيع المشتركة:
1. إدارة المعرفة وأهمية الخبرات
2. أهمية التخطيط والاستعداد
3. إدارة العمليات ونظام الموارد
4. الحماس الوظيفي والتأثر بالقدوة
5. معالجة النظام والخبرة المستقبلية
6. الفشل النظامي[8]
7. الفشل السلوكي[8]

عند مستويات معينة، تتوقف قدرة الإدارة والقيادة على الأنظمة الفعالة للمشروع والافتراضات والأهداف الطبيعية. اندماج مشروع «معد ومحلل» مع أجندة إستراتيجية تدرك وتمكّن بواسطة قوة مفهوم التقلب وعدم اليقين والتعقيد والغموض. تعتمد قدرة قيادة المفهوم في المصطلحات الاستراتيجية والتشغيلية، على عقلية متطورة لقياس الحقائق التقنية والاجتماعية والسياسية والسوقية والاقتصادية للبيئة التي يعمل بها الإنسان. ربما يؤدي العمل مع ذكاء عميق حول عناصر مفهوم التقلب وعدم اليقين والتعقيد والغموض إلى النجاة والاستدامة، بخلاف ذلك سيكون عالمًا معقدًا.

## VUCA 2
VUCA 2 هو مقياس للعمليات النفسية وسائل الذكاء بواسطة تعقب معالجة المعلومات عند مواجهة بيانات غامضة وغير مألوفة وديناميكية محتملة للأداة المعرفية في بيئة مفهوم التقلب وعدم اليقين والتعقيد والغموض. يُجادل بيل جورج أستاذ ممارسة الإدارة في كلية هارفارد للأعمال، أنَّ مفهوم التقلب وعدم اليقين والتعقيد والغموض يدعو إلى استجابة القيادة، التي يسميها  (VUCA 2.0)، وتشمل التنبؤ والتفاهم والشجاعة والقدرة على التكيف.